# Rainer Nitschke
Rainer Nitschke (* 16. Februar 1947 in Stuttgart) ist ein deutscher Rundfunk- und Fernsehmoderator.

## Leben und Wirken
Rainer Nitschke wuchs in Stuttgart auf. Nach dem Abitur stand er zunächst als Schauspieler in der „Komödie Stuttgart“ auf der Bühne. Seine Schauspielkollegin Ursula Herking machte Nitschke mit der Radiolegende Camillo Felgen bekannt. So kam Rainer Nitschke 1967 zu Radio Luxemburg und moderierte Sendungen wie Hallo, Nachtarbeiter, Der fröhliche Wecker oder Funkkantine.
1969 wechselte Nitschke zum damaligen SDR. Sendungen wie Gut aufgelegt, Leicht und beschwingt oder Im Auto unterwegs und die ARD-Nachtsendung brachten ihm den Beinamen „Die Stimme des Südens“ ein. Es folgten Engagements beim Bayerischen Rundfunk und bei Radio Bremen. Er blieb jedoch stets seinem Haussender treu. Als Redakteur und Moderator war Nitschke für die Programme SDR1, SDR3 und S4 Baden-Württemberg verantwortlich und arbeitete bis zum 25. Februar 2012 bei SWR4 Baden-Württemberg. Von 1985 bis Juli 2016 war er zudem 31 Jahre lang Moderator bei WDR4 und moderierte hier Sendungen wie Pavillon, Gut aufgelegt, à la Carte, Unser Nachmittag und zuletzt Mehr Sonntag. Beliebt waren bei WDR4 seine Marathonmoderationen in den Super-Wunsch-Hitparaden mit seinen Kollegen Ulla Norden und Hermann Hillebrand. Zudem trat er in öffentlichen Sendungen und im WDR-Fernsehen auf, etwa beim WDR Duell und bei Zimmer frei.
In den 1980er Jahren hatte Nitschke sein Fernsehdebüt im ZDF-Ferienprogramm. Im SWF-Fernsehen moderierte er 1983 das Schülerquiz Die sechs Siebeng’scheiten. Zahlreiche Fernsehproduktionen im SDR folgten; u. a. 1992 die Vorabendreihe Music Mix. Über viele Jahre moderierte Nitschke die Auftaktsendung im SDR TV zum Cannstatter Volksfest und übertrug mehrmals die Große Show der Militärorchester als Moderator.
Seit 2017 ist er bei Schwarzwaldradio zu hören und präsentiert CDs sowie eine Talkshow beim Deutschen Musik-Fernsehen.
Mit der Schlagersängerin Ulla Norden und dem Trompeter Dirk Schiefen nahm Rainer Nitschke regelmäßig CDs auf. Ihre Versionen der Musik-Klassiker Lili Marleen und Heimat, deine Sterne waren auf den vorderen Plätzen der Hitparaden vertreten. Zusammen mit Oscar Müller nahm er den Titel ‘S war immer so auf.
Zudem war Nitschke bei dem musikalischen Märchen Peter und der Wolf und den Hörspielen Heidi und Meisterzauberer Popilus als Sprecher tätig.